# Рёза
Рёза (нем. Rösa) — община в Германии, в земле Саксония-Анхальт, входит в район Анхальт-Биттерфельд, с объединением в общине Мульдестаузе.
Население составляет 879 человек (на 31 декабря 2008 года). Занимает площадь 21,12 км².

## История
Первое упоминание о поселении относится к 1346 году.
В 1532 году в Рёзе была построена графская усадьба Сольмсыв, в настоящее время, используемая в качестве начальной школы.
1 января 2010 года Рёза, как другие близлежащие коммуны, были объединены в общину Мульдестаузе.

## Галерея

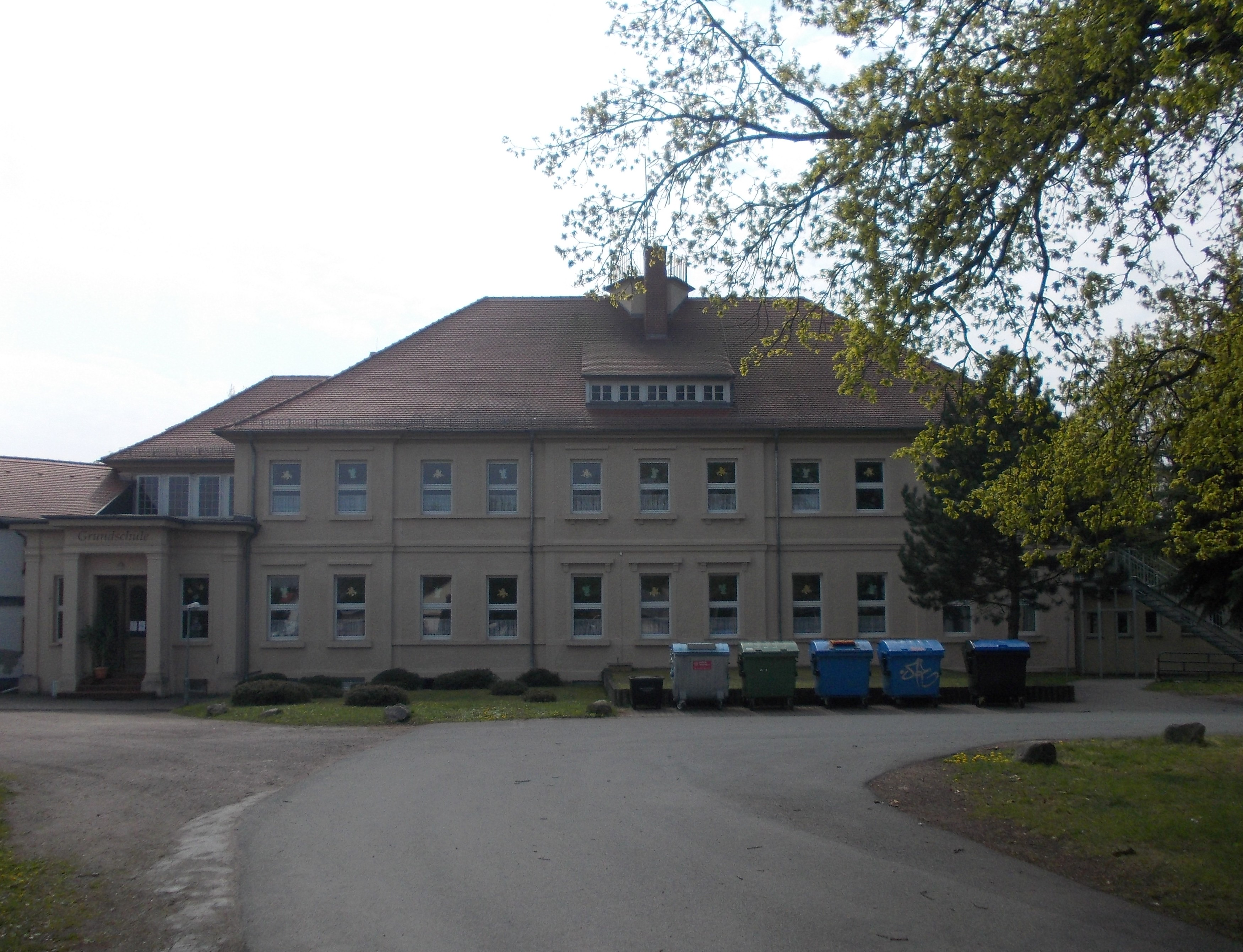
Бывшая усадьба в Рёзе
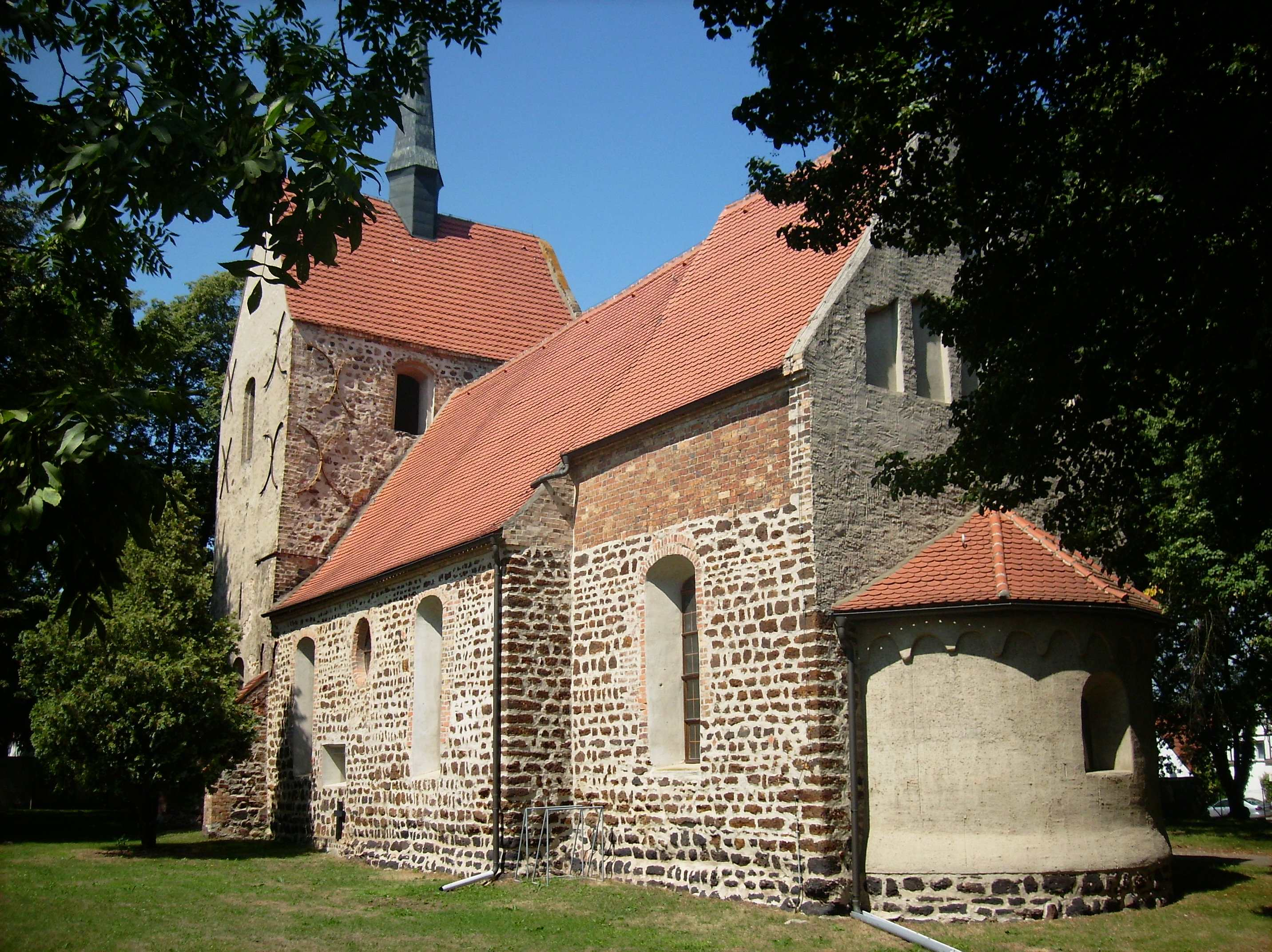
Церковь
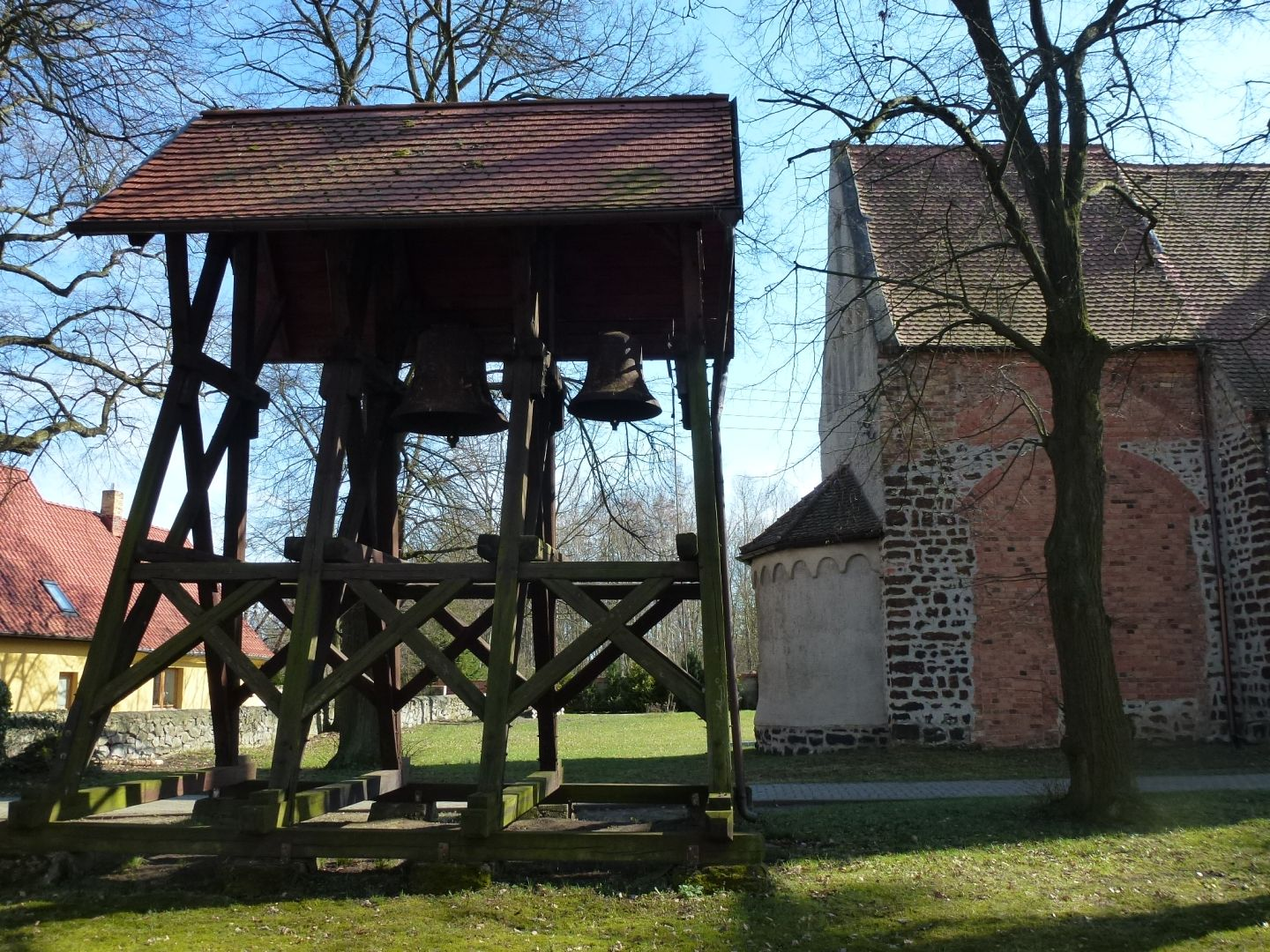
Колокольня
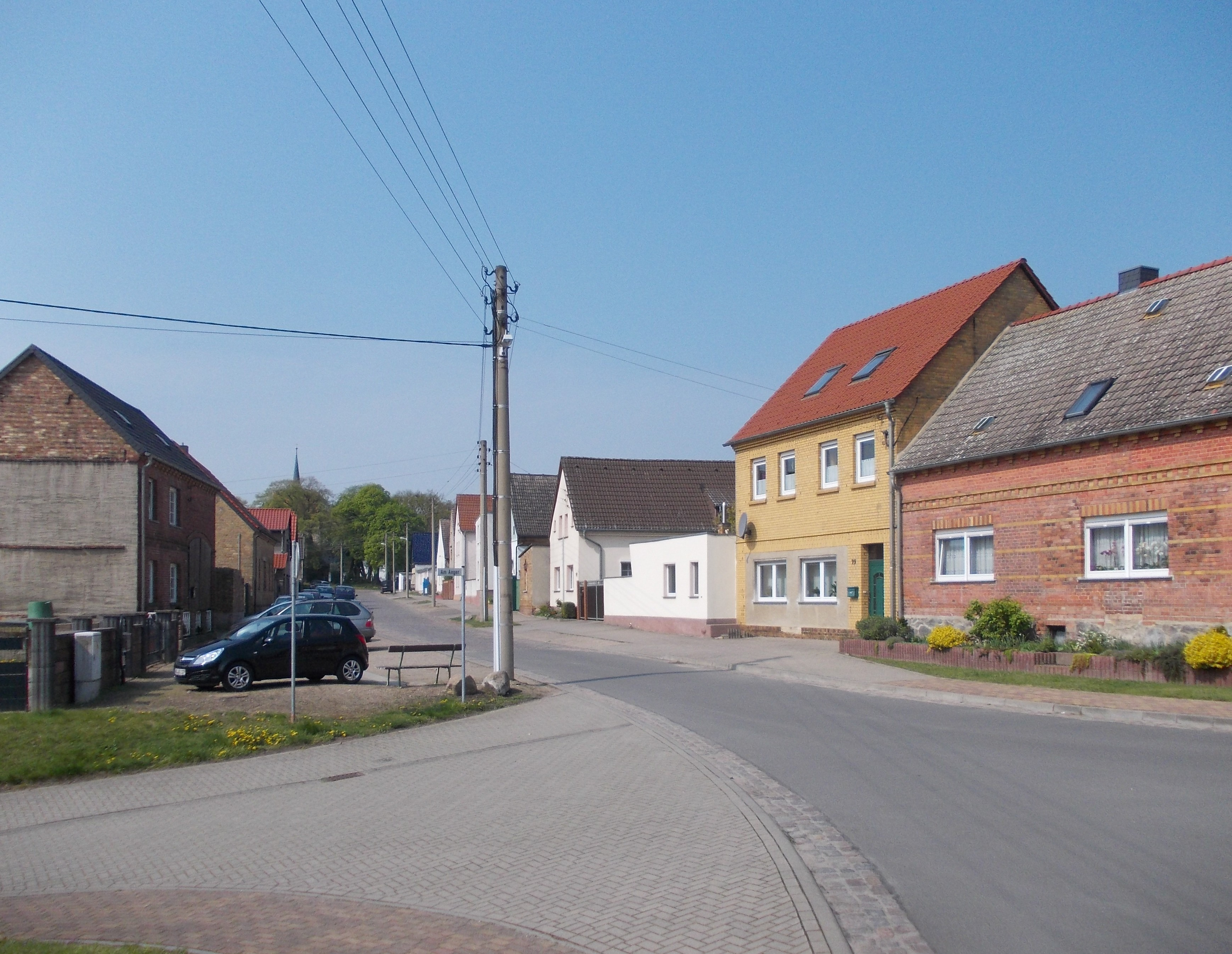
Кирхштрассе в Рёзе